# شادکامی دو برابر
شادکامی مطلق (به هندی: Double Dhamaal) یا شادکامی ۲ فیلمی محصول سال ۲۰۱۱ و به کارگردانی ایندرا کومار است. در این فیلم بازیگرانی همچون سانجی دات، کانگانا رانوت، آرشاد وارسی، ریتیش دشموک، آشیش چادهاری، جاوید جعفری، مالیکا شراوات، ذاکر حسین، ساتیش کایشیک ایفای نقش کرده‌اند.
این فیلم دنباله فیلم‌های شادکامی است و در سال ۲۰۱۹ دنباله آن با نام شادکامی مطلق ساخته شد.